# Pablo Perroni
Pablo Perroni (Ciudad de México, 24 de diciembre de 1974) es un actor mexicano. 

## Biografía y carrera
Su carrera actoral la ha realizado en Televisa participando en series y telenovelas. 

### Vida personal
Pablo estuvo casado con la cantante Mariana Garza entre 2006 y 2019, con quien en 2008 tuvo a su hija María Perroni Garza. Es primo de la actriz y cantante Maite Perroni. En 2022, se declaró abiertamente bisexual.

## Filmografía
- Mujer casos de la vida real (2002-2003) .... 4 Episodios
- Vecinos (2005-2007) .... Gay / Carlos / Inspector
- La familia P. Luche (2007) ....  Copiloto (Perdidos) / Karim Abdul (Identidad Falsa)
- Ellas son... la alegría del hogar (2009) .... Comandante Jorge Negrete
- Hermanos y detectives (2009) .... Maximiliano Marconni
- La rosa de Guadalupe (2011-2012) .... 3 Episodios Enrique (Matar a Bambi) (2011) / Ramón (Miss Chiquitita) (2011) / René (Una Sombra en el Amor) (2012)
- Como dice el dicho (2011-2013) .... 3 Episodios Gonzalo / Joel
- Estrella2 (2012)
- Un refugio para el amor (2012)
- La mujer del Vendaval (2012-2013) - Pedro
- Nueva vida (2013) .... 1 Episodio Madre soltera
- Quiero amarte (2013-2014) - Ismael Zavala
- Yo no creo en los hombres (2014-2015) - Jerry
- Sin rastro de ti (2016) - Julián Reynoso
- La candidata (2016-2017) - Carlo
- Supertitlán (2022) - Gilberto[6]
- El amor invencible (2023) - Bernal Ramos
- Vencer la culpa (2023) - Ricardo «Ricky» Landeros

## Nominaciones

### Premios TVyNovelas
| Año  | Categoría              | Telenovela       | Resultado |
| ---- | ---------------------- | ---------------- | --------- |
| 2017 | Mejor actor de reparto | Sin rastro de ti | Nominado  |